# Un tassinaro a New York
Un tassinaro a New York és una pel·lícula de Commedia all'italiana dirigida per Alberto Sordi i estrenada el 1983.
La pel·lícula és la seqüela de Il tassinaro (1983), de nou amb Sordi com a director i actor principal.

## Argument
Pietro Marchetti, taxista romà, és testimoni d'un assassinat comès per la màfia. En haver de declarar al judici, és vigilat a la vista per la policia, sobretot quan ha d'anar als Estats Units per assistir a la graduació del seu fill Francesco.
Als Estats Units, sovint es troba en situacions perilloses, però és gràcies a ell que un policia local aconsegueix capturar els membres de la màfia implicats en el crim romà.

## Repartiment
- Alberto Sordi: Pietro Marchetti
- Anna Longhi: Teresa Marchetti
- Dom DeLuise: Capità T. Favretto
- George Gaynes: L'almirall
- Buffy Dee: Don Vincenzo, un mafiós
- Bruno Corazzari: Alfredo Campana
- Egidio Termine: Francesco Marchetti
- Sasha D'Arc: Michael el bo, l'assassí
- Antonio Juorio: Pablo, el taxista
- Mario Viggiano: el criminal d'edat avançada